# Walter Lutteman
Per Walter Harald Lutteman, född 12 september 1873 i Stockholm, död 1963 i Malmö, var en svensk ingenjör. 
Efter studentexamen i Stockholm 1891 och avgångsexamen från Kungliga Tekniska högskolans avdelning för maskinteknik 1894 studerade Lutteman utrikes 1894–95 och avlade examen vid Telegrafverkets undervisningsanstalt 1897. Han blev biträdande ingenjör vid Telegrafverket samma år, linjeingenjör 1902 samt var linjedirektör och chef för första linjedistriktet 1909–38.